# Residenta
Residenta o residentas es el nombre que recibieron las mujeres paraguayas que dejaron sus lugares de residencia y acompañaron al ejército paraguayo durante la Guerra de la Triple Alianza (1864 - 1870). Estas mujeres realizaban distintas tareas, como asistencia médica, agricultura, provisión de alimentos, ayuda logística e incluso combate en algunas batallas como las de Abay, Itá Ybaté, Piribebuy, Acosta Ñu y Cerro Corá, donde tuvieron destacada participación.

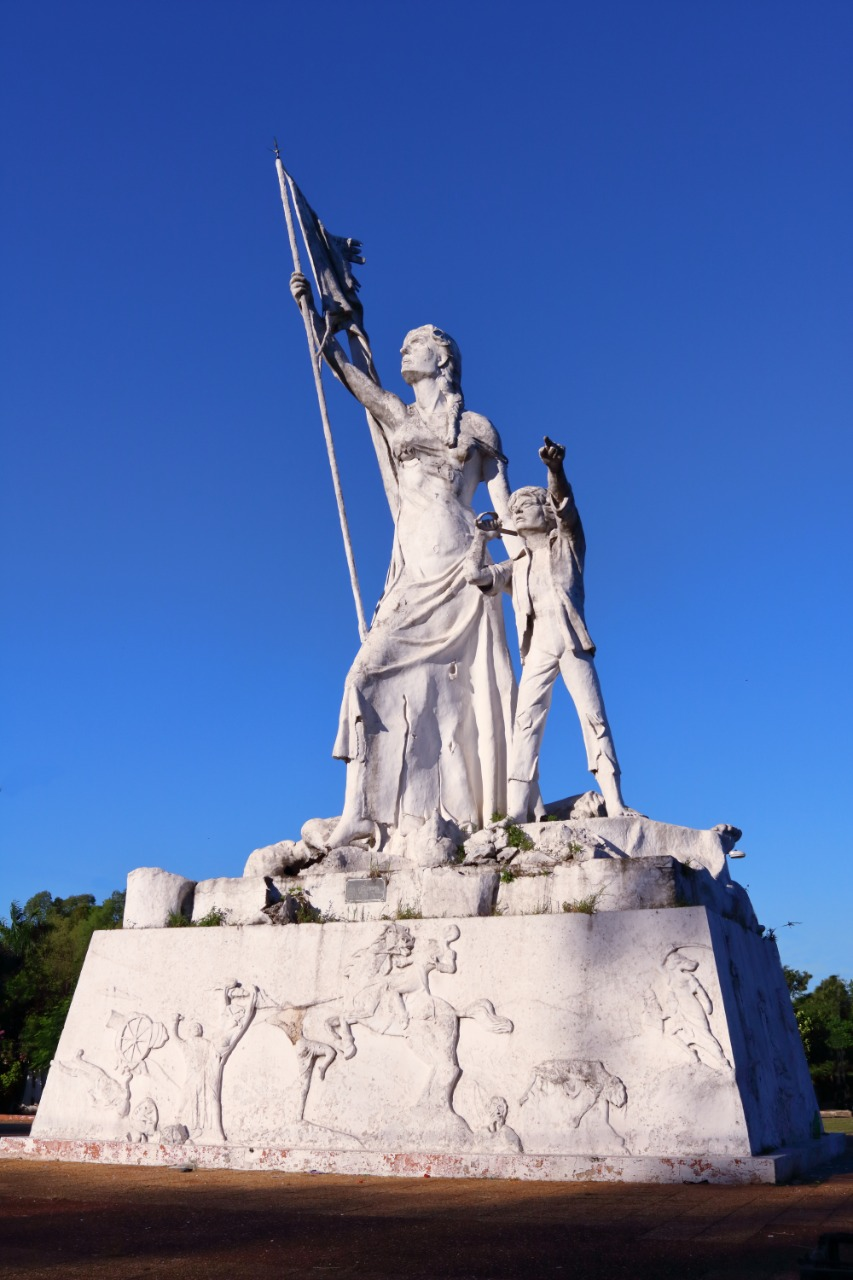
Monumento a las residentas en la ciudad de Luque.

Según estimaciones modernas, durante la guerra el Paraguay pasó de tener unos 500 000 habitantes a tan solo 125 000, y perdió cerca del 90% de su población masculina, por lo que las mujeres que sobrevivieron tuvieron que asumir la dura tarea de reconstruir el país, en un periodo de tiempo que abarcó desde 1868 hasta 1910 aproximadamente. Por este motivo son recordadas como heroínas por el pueblo paraguayo, a diferencia de las destinadas, que han sido prácticamente olvidadas.

## Origen del término
El 22 de febrero de 1868, debido a que el ejército aliado se acercaba a Asunción, el mariscal Francisco Solano López ordena la evacuación de la capital y se inicia un éxodo de la población civil (en su mayoría mujeres, niños y ancianos) hacia el norte del país, pasando por Luque, Piribebuy, Santaní, Curuguaty, Villa Ygatimí e incluso algunos hasta Cerro Corá. Durante este desplazamiento forzado es donde a las personas se les asignan sus nuevos lugares de residencia que deben ocupar y como la mayoría eran mujeres, se les termina llamando residentas.
Aunque hay que aclarar que desde el año 1866 la población del sur del país (Itapúa y Ñeembucú) ya empezó a ser evacuada al norte del Río Tebicuary (Paraguarí, Cordillera y Guairá), por lo que estas mujeres serían consideradas las primeras mujeres residentas.
Actualmente la palabra residenta no es reconocida por la Real Academia Española y no figura en ningún diccionario, ya que es de uso exclusivo del léxico paraguayo.

## Labores durante la posguerra
Como la mayoría de los hombres habían perecido durante la guerra, fueron las mujeres las que tuvieron que sacar al país adelante y criar a sus hijos por su cuenta, asumiendo el rol de padre y madre a la vez. La gran mayoría se dedicó a labores de agricultura, ganadería, artesanía, enseñanza, comercio, etc. También como había escasez de hombres, muchas de ellas formaron familias con inmigrantes extranjeros que llegaron al país durante el periodo de posguerra, principalmente argentinos, brasileños, uruguayos, españoles, italianos, alemanes, sirio-libaneses, etc.

## Nombres de residentas conocidas
No existen muchos registros sobre las residentas, pero algunos nombres que se conocen son:
- María Isabel Martínez de Caballero (Esposa del comandante Pedro Pablo Caballero)
- Juana Pabla Torres (Una niña que sobrevivió a la batalla de Piribebuy con su tía, pero perdió a sus padres)
- Francisca Cabrera (Una mujer de Paso Pucú, Ñeembucú que con sus 4 hijos se escondieron en el bosque y prefirieron morir peleando con cuchillos antes que caer prisioneros)[15]
- De los Ángeles Méndez (Una mujer que acompañó al ejército paraguayo hasta cerro Corá y luego de la guerra volvió a su hogar en Humaitá)
- Felicia Bado (Madre del reconocido capitán Bado)
- Ramona Insfran de Codas (madre de Cosme Codas y Antonio Codas, importantes políticos de Villarrica)[16][17]
- Estanislaa Codas de Roa (cuñada de Ramona Insfran, residenta por el partido de Mbocayaty)
- María del Pilar Rojas de Velazco (Una mujer de Pilar que fundó el hospital de ese municipio)[13]
- Basilia Domeque (Combatió en la batalla de Piribebuy y fue una de las pocas que sobrevivió, gracias a ella se preservó el conocimiento de la elaboración de la caña por goteo y del poncho de 60 listas)
- sargento Anita Segovia (Combatió en la batalla de Piribebuy)
- sargento Hilaria Medina (Combatió en la batalla de Piribebuy)
- sargento Venancia Acosta (Combatió en la batalla de Piribebuy)[18]
- sargento Jacinta Fernández (Combatió en la batalla de Piribebuy)
- sargento Gabriela López (Combatió en la batalla de Piribebuy)
- sargento Eusebia Pérez (Combatió en la batalla de Piribebuy)
- sargento Damacia González (Combatió en la batalla de Piribebuy)
- sargento Cándida Cristaldo (Combatió en la batalla de Piribebuy)[19]
- Ramona Martínez (mujer de 15 años quien combatió en la batalla de Itá Ybaté)[20][21][15]
- Francisca Garmendia Duarte (más conocida como "Pancha Garmendia", de quien López llegó a estar enamorado en su juventud, en el último año de la guerra fue acusada de conspiración, convertida en destinada y ejecutada en Curuguaty)[22][23][24][25]
- Bernarda Barrios de Marcó (esposa del coronel Hilario Marcó, ambos terminarían fusilados por conspiración)[26][27]

## Homenajes
En Paraguay, el 24 de febrero se celebra el Día de la mujer paraguaya en la cual se recuerda a las residentas. Se eligió esta fecha debido a que el 24 de febrero de 1867 se reunieron en Asunción más de 5.000 mujeres paraguayas que donaron sus pertenencias, oro y joyas, para apoyar la causa paraguaya durante la guerra, este hecho está registrado en el denominado "Libro de oro" que se encuentra actualmente en el Archivo Nacional de Asunción.
Como homenaje, desde el 2019, la carretera que une Naranjal con Paraguarí pasó a llamarse oficialmente como Ruta Nacional PY10 "Las Residentas".
Las mujeres residentas cuentan también con otros monumentos conmemorativos en su honor, a lo largo del país.